# Steatoda triangulosa
Steatoda triangulosa (Walckenaer, 1802) è un ragno appartenente alla famiglia Theridiidae. È famoso per il disegno a forma di triangoli sul lato dorsale dell'addome. 

## Descrizione
Steatoda triangulosa è conosciuta come cacciatrice di altri tipi di artropodi, formiche (incluse formiche di fuoco), altri ragni, porcellini di terra e zecche. Caccia vari altri tipi di ragni ritenuti dannosi per gli esseri umani, inclusi ragni hobo e Loxosceles reclusa.
Il sacco delle uova della steatoda triangulosa è fatta con tessuto di seta ed ha circa la stessa dimensione del ragno stesso. Ogni sacca delle uova contiene circa 30 uova. Steatoda triangulosa vive di solito su finestre o in aree sporche. Mangiano per una parte del giorno e il resto della giornata sviluppano la ragnatela; non si rompe se è tessuta bene. Sotto o all'interno della ragnatela vi possono essere molti insetti morti, tra cui cimici, altri ragni e anche vespe. 

## Distribuzione

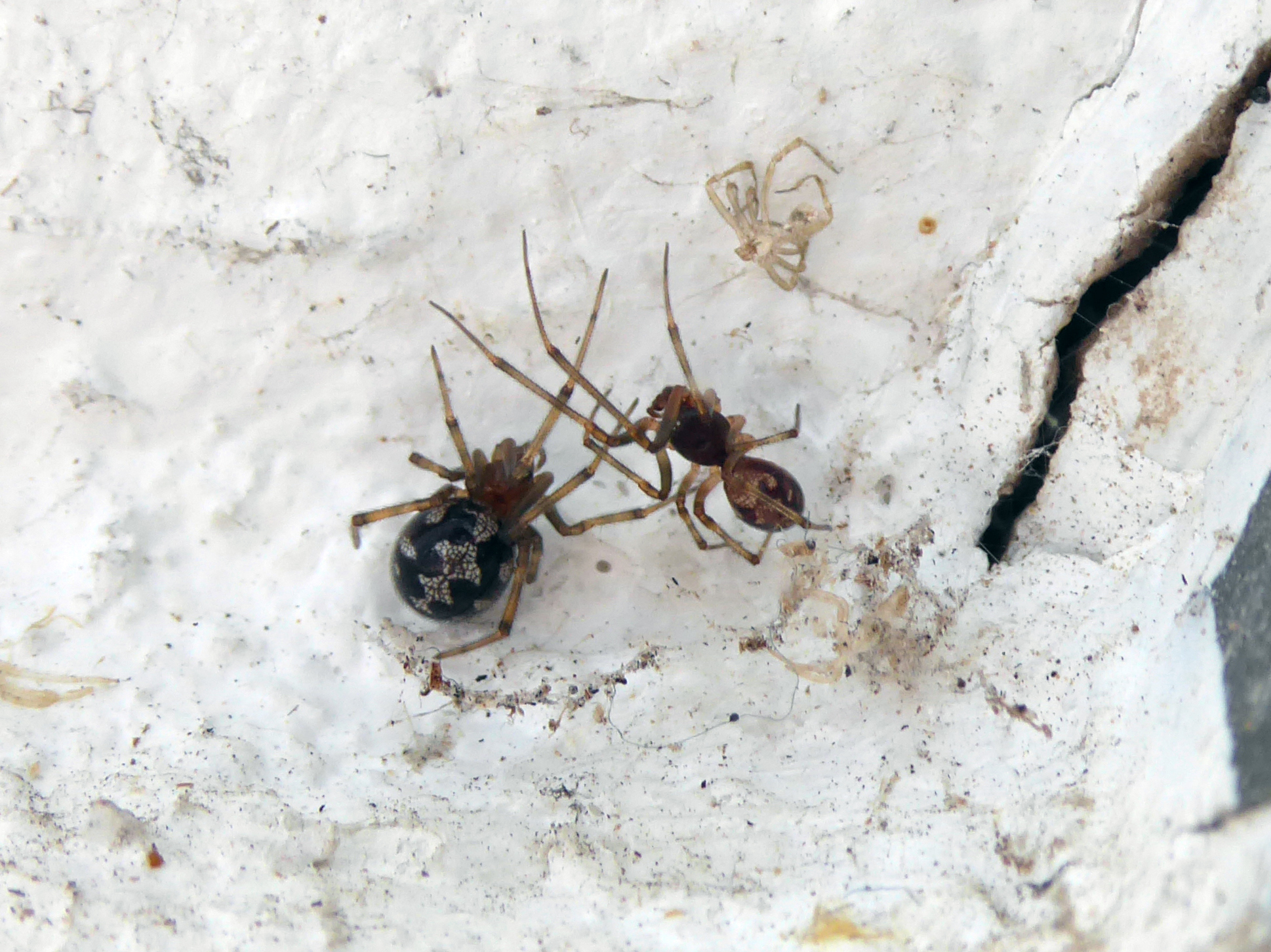
Una coppia, femmina a sinistra, maschio a destra

La specie è stata reperita in diverse località dei cinque continenti, può ritenersi cosmopolita. Si ritiene che il ragno sia nativo dell'Eurasia e in seguito sia stato introdotto altrove. Questa specie vive principalmente nelle abitazioni umane e costruisce ragnatele negli angoli bui degli edifici e di altre costruzioni umane. 
Come altri membri della famiglia Theridiidae, S. triangulosa cotruisce ragnatele, ossia grovigli irregolari di fibre setose appiccicose. Come altri tessitori di ragnatele, questi ragni hanno un senso della vista poco sviluppato e si basano principalmente sulle vibrazioni che li raggiungono tramite le ragnatele per orientarsi per cacciare o verificare la presenza di animali più grandi che potrebbero ferirli o ucciderli. Non sono aggressivi e non vi sono casi conosciuti di avvelenamento di esseri umani. Questa specie non ha un morso significativo dal punto di vista medico e non ucciderà una persona a meno che non si verifichi una reazione allergica.

## Tassonomia
Non sono stati esaminati esemplari di questa specie dal 2012.
Attualmente, a dicembre 2013, è nota una sola sottospecie:
- Steatoda triangulosa concolor (Caporiacco, 1933) - Libia

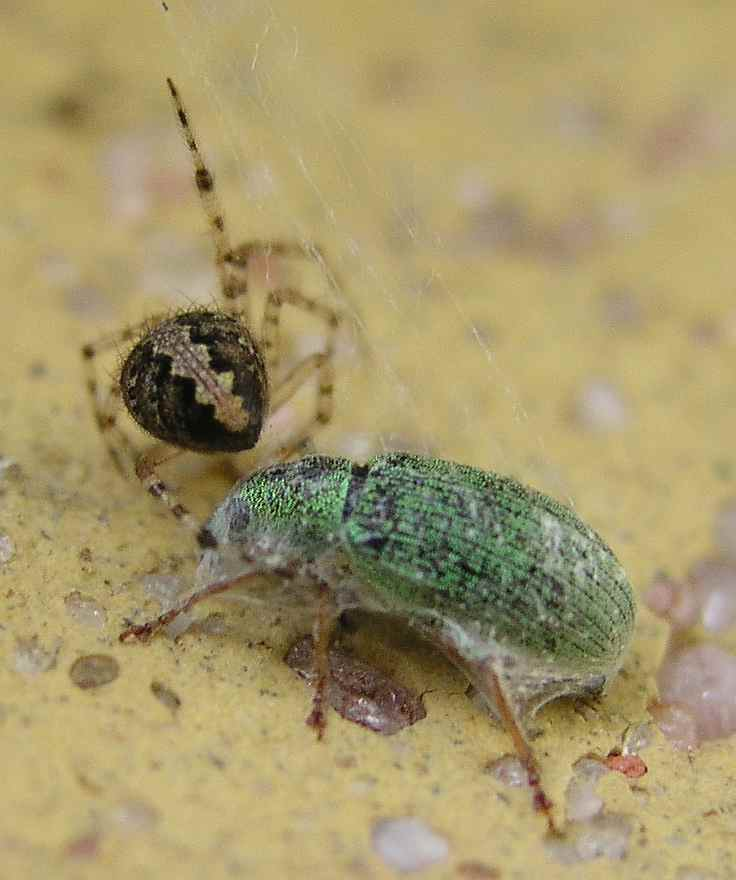
Un esemplare di Steatoda triangulosa immobilizza un coleottero curculionide che ha catturato